# I Wanna Rock
I Wanna Rock è un brano musicale del rapper Snoop Dogg, estratto come terzo singolo dall'album Malice n Wonderland. È stato pubblicato su iTunes il 17 novembre 2009, prodotta da Scoop DeVille e mixata da Dr. Dre. Il brano è stato successivamente pubblicato anche su supporto fisico..
Le parti del testo "Right about now" ed "I wanna rock right now", sono prese dal brano del 1988 di Rob Base and DJ E-Z Rock It Takes Two. la melodia invece è campionata da Space Dust dei Galactic Force Band.

## Il video
Il video musicale prodotto per I Wanna Rock è stato diretto da Erick Peyton, ed è stato presentato in atemprima su MTV e sul sito web di MTV il 26 novembre 2009. Nel video compaiono l'attore Jamie Foxx, i vincitori del talent show statunitense America's Best Dance Crew, i Quest Crew, il gruppo hip hop Far East Movement, lo skater Terry Kennedy ed altri. Il video è ambientato durante una sfida di danza hip hop, in cui Snoop Dogg si esibisce sopra un tetto.

## Remix
Sono stati realizzati numerosi remix di I Wanna Rock, ma quello ufficiale figura la partecipazione di Jay-Z ed è chiamato The Kings' G-Mix.. Di questo remix è stato realizzato anche un video musicale, distribuito sul canale ufficiale YouTube di Snoop Dogg il 25 marzo 2010, benché in questo video Jay-Z non compaia affatto.

## Tracce
Digital single
1. I Wanna Rock (single edit) - 3:56

CD single
1. I Wanna Rock (The Kings G-Mix) (feat. Jay-Z) - 4:02
2. I Wanna Rock (The Kings G-Mix)" (edited version) (feat. Jay-Z) - 4:00

## Classifiche
| Classifica (2009-2010)               | Posizione più alta |
| ------------------------------------ | ------------------ |
| U.S. Billboard Hot 100               | 41                 |
| U.S. Billboard Hot R&B/Hip-Hop Songs | 10                 |
| U.S. Billboard Rap Songs             | 3                  |